# Nezvěstice
Nezvěstice (v místním nářečí Nezestice, německy Neswiestitz) jsou vesnice a společně s vesnicí Olešná též obec v okrese Plzeň-město v Plzeňském kraji. V obci žije přibližně 1 500 obyvatel.
Sousedními obcemi sídla jsou Žákava, Vlčtejn, Chválenice, Nezbavětice a Šťáhlavy.

## Historie
První písemná zmínka o vesnici pochází z roku 1350. Jedná se o listinu, kde nejvyšší český podkomoří Rus z Litic přijímá odkaz 600 kop českých grošů od Petra Jošta a dalších bratří z Rožmberka. Dále se zde píše, že nárok na majetek v případě úmrtí Rusa či jeho chotí Kateřiny připadá jen dětem z tohoto manželství. Rus jim je pojišťuje na vesnicích Žákavě a Nezvěsticích.
Do konce roku 2006 byla obec součástí okresu Plzeň-jih a 1. ledna 2007 se stala součástí okresu Plzeň-město.

## Obyvatelstvo
| Rok            | 1869 | 1880 | 1890 | 1900 | 1910 | 1921 | 1930  | 1950  | 1961  | 1970  | 1980  | 1991  | 2001  | 2011  | 2021  |
| -------------- | ---- | ---- | ---- | ---- | ---- | ---- | ----- | ----- | ----- | ----- | ----- | ----- | ----- | ----- | ----- |
| Počet obyvatel | 526  | 563  | 585  | 613  | 694  | 785  | 1 076 | 1 172 | 1 243 | 1 262 | 1 350 | 1 425 | 1 356 | 1 459 | 1 418 |
| Počet domů     | 66   | 71   | 79   | 85   | 98   | 113  | 197   | 268   | 276   | 305   | 311   | 365   | 364   | 405   | 433   |

## Obecní správa

### Části obce
- Nezvěstice
- Olešná

V letech 1961–1992 k obci patřily i Milínov a Žákava.

### Obecní symboly
Znak a vlajka byly obci uděleny rozhodnutím předsedy Poslanecké sněmovny Parlamentu České republiky dne 15. dubna 2010.

## Doprava
Vesnicí vedou silnice I/19 a železniční trať Plzeň – České Budějovice se stanicí Nezvěstice, kde končí trať z Rokycan.

## Společnost
Mykologický klub Nezvěstice byl založen v roce 2004, pořádá vycházky do lesa spojené s poznáváním hub a provozuje houbařskou poradnu. Také každoročně vždy poslední neděli v září pořádá velkou výstavu hub.

## Sport
- TJ Sokol Nezvěstice
  - Oddíl národní házené, pro rok 2011/2012 byla přihlášena družstva: Muži "A" (I. liga), muži "B" (oblastní přebor), muži "C" (oblastní soutěž), ženy (oblastní přebor), mladší žákyně, mladší žáci, starší žákyně.
  - Stolní tenis – družstva: "A" (2. třída krajského přeboru Plzeňského kraje), "B" (přebor města Plzně v 1. třídě), "C" (2. třída městského přeboru)
- SK Snipers Elite Nezvěstice – Floorbalový klub mužů založený v roce 2003. Od roku 2006 se účastní soutěže BLMF.
- Alpha Female Nezvěstice – Dívčí floorbalový tým založený v roce 2007. Soutěže BLMFD se účastní od svého založení.
- ŠK BON Nezvěstice – Šipkařský klub mužů, od roku 2002 se účastní soutěží UŠO – Unie šipkových organizací.

## Pamětihodnosti
- Kostel Všech svatých
- Na východním okraji vesnice se nad levým břehem Úslavy dochovalo tvrziště, které je pozůstatkem nezvěstické tvrze obývané ve čtrnáctém až šestnáctém století.[10]
- Kříž
- Pomník padlých

## Osobnosti
- Rudolf Slánský (1901–1952), politik, generální tajemník ÚV KSČ

Čestní občané
- Jiří Kristián Lobkowicz, zemský maršálek (zvolen v roce 1905)[11]
- Filip Pilman, farář chválenický (zvolen v roce 1877)[12]
- Josef Tangl, farář chválenický (zvolen v roce 1887)[13]
- František Trojan, místodržitelský rada (zvolen v roce 1877)[12]

## Galerie

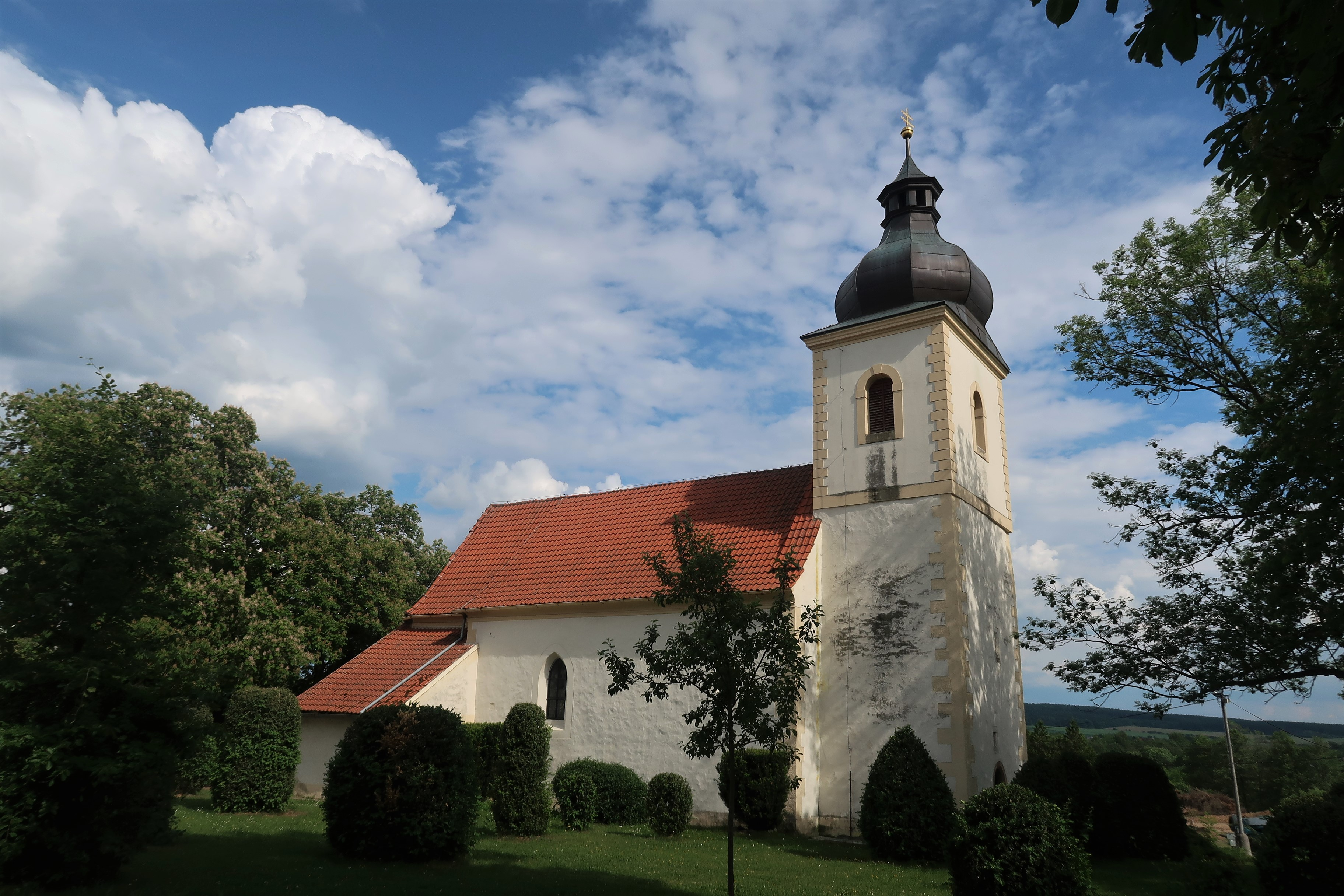
Kostel Všech svatých
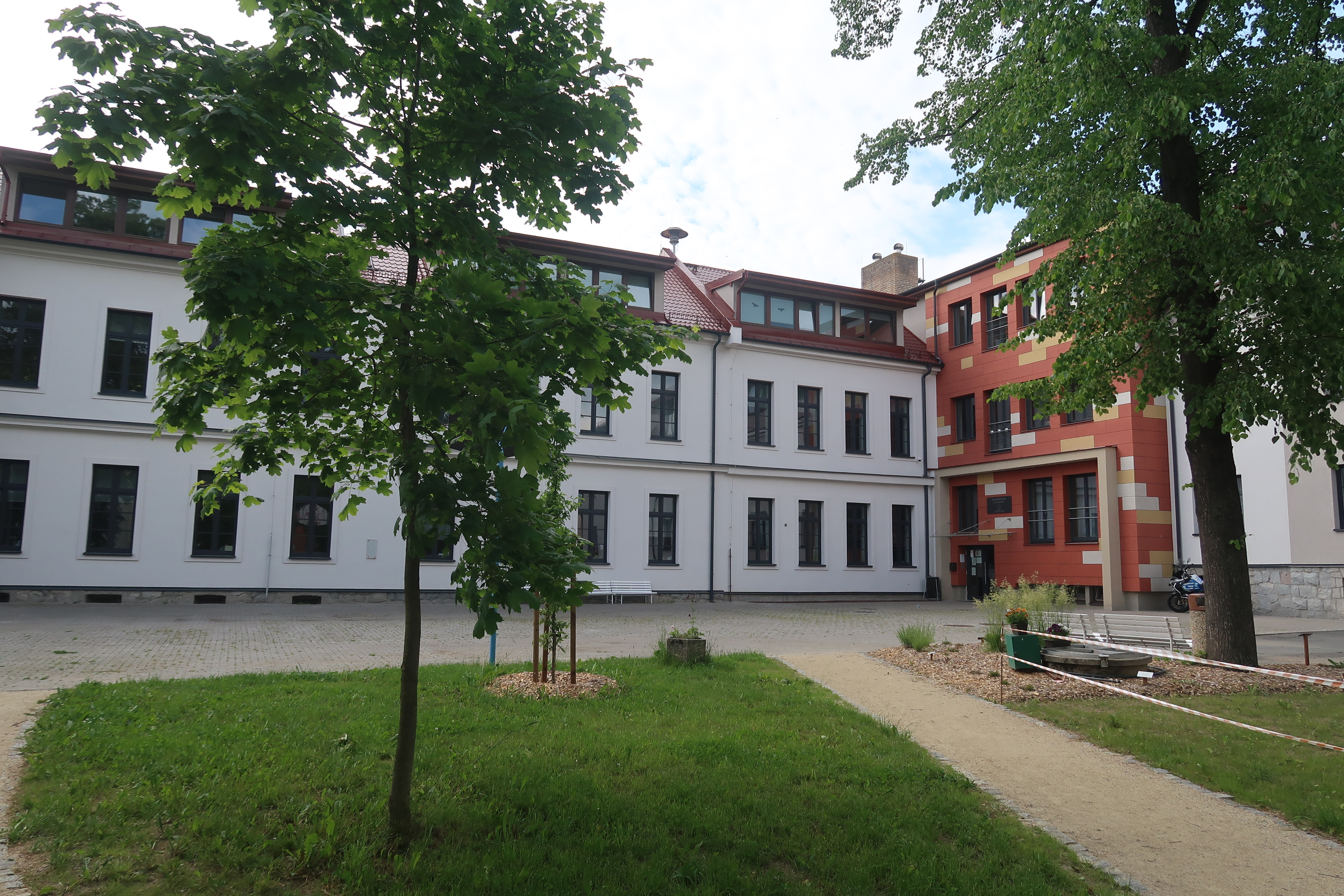
Základní škola
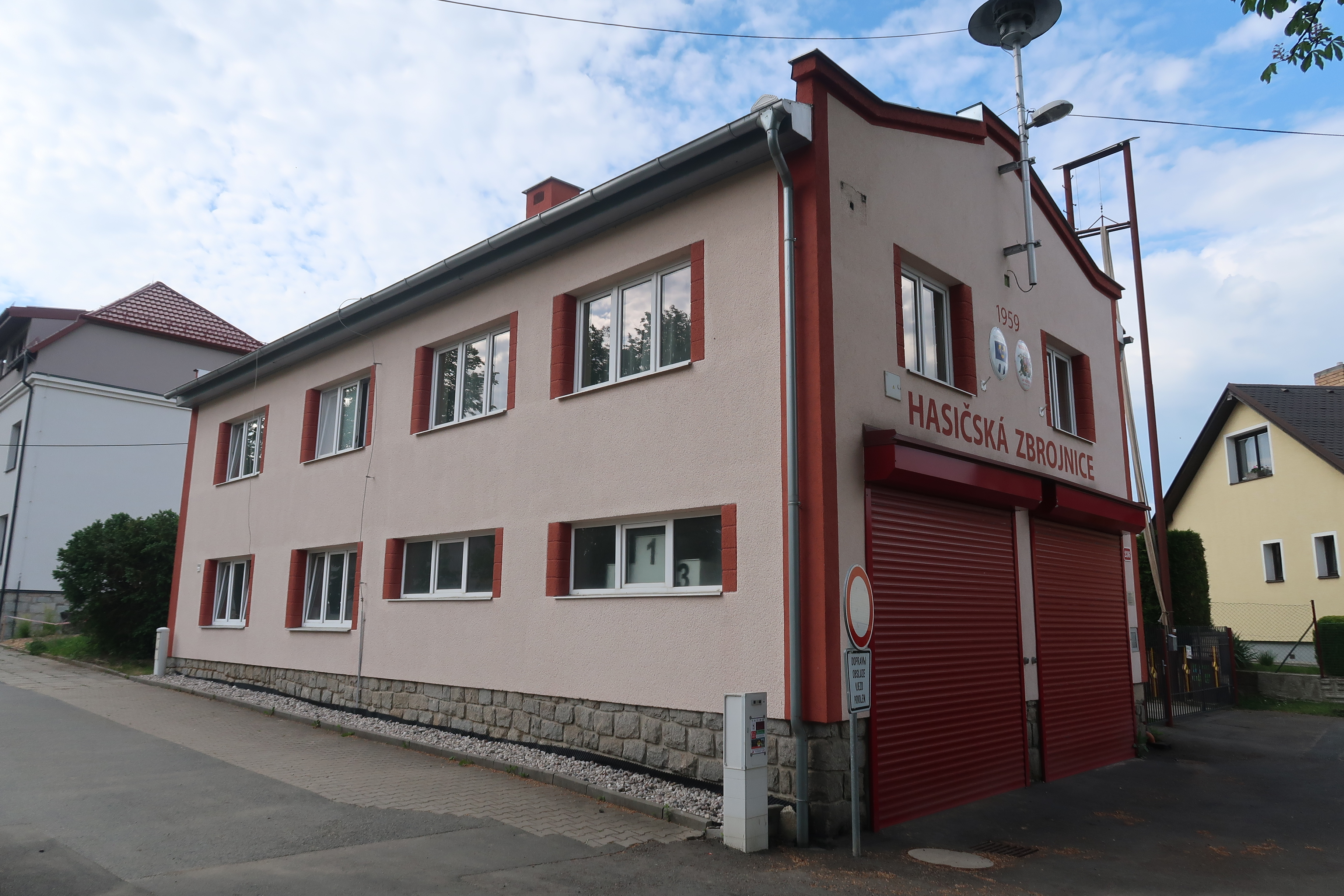
Hasičská zbrojnice
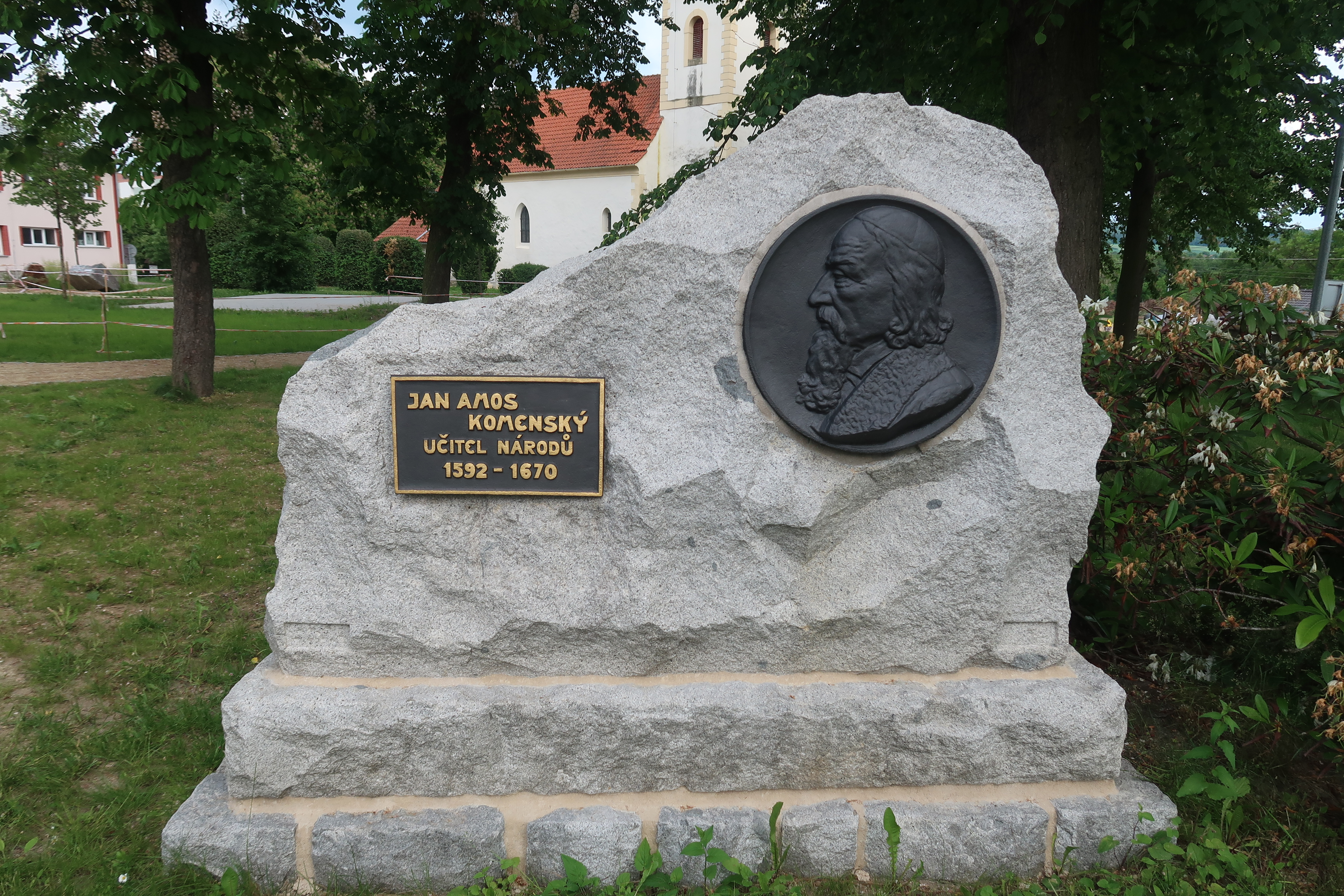
Pomník J. A. Komenského mezi školou a kostelem
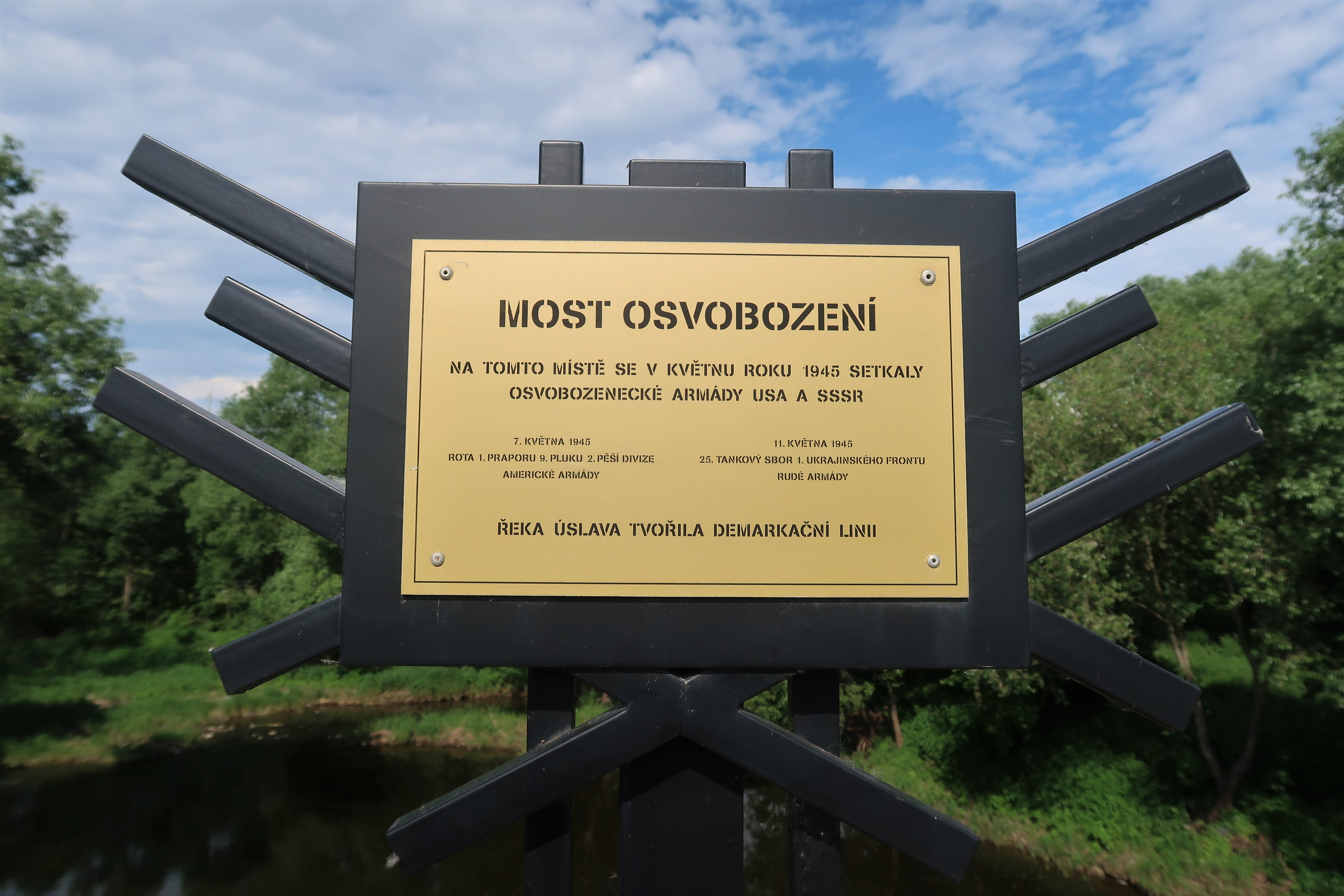
Pamětní deska na mostě přes Úslavu
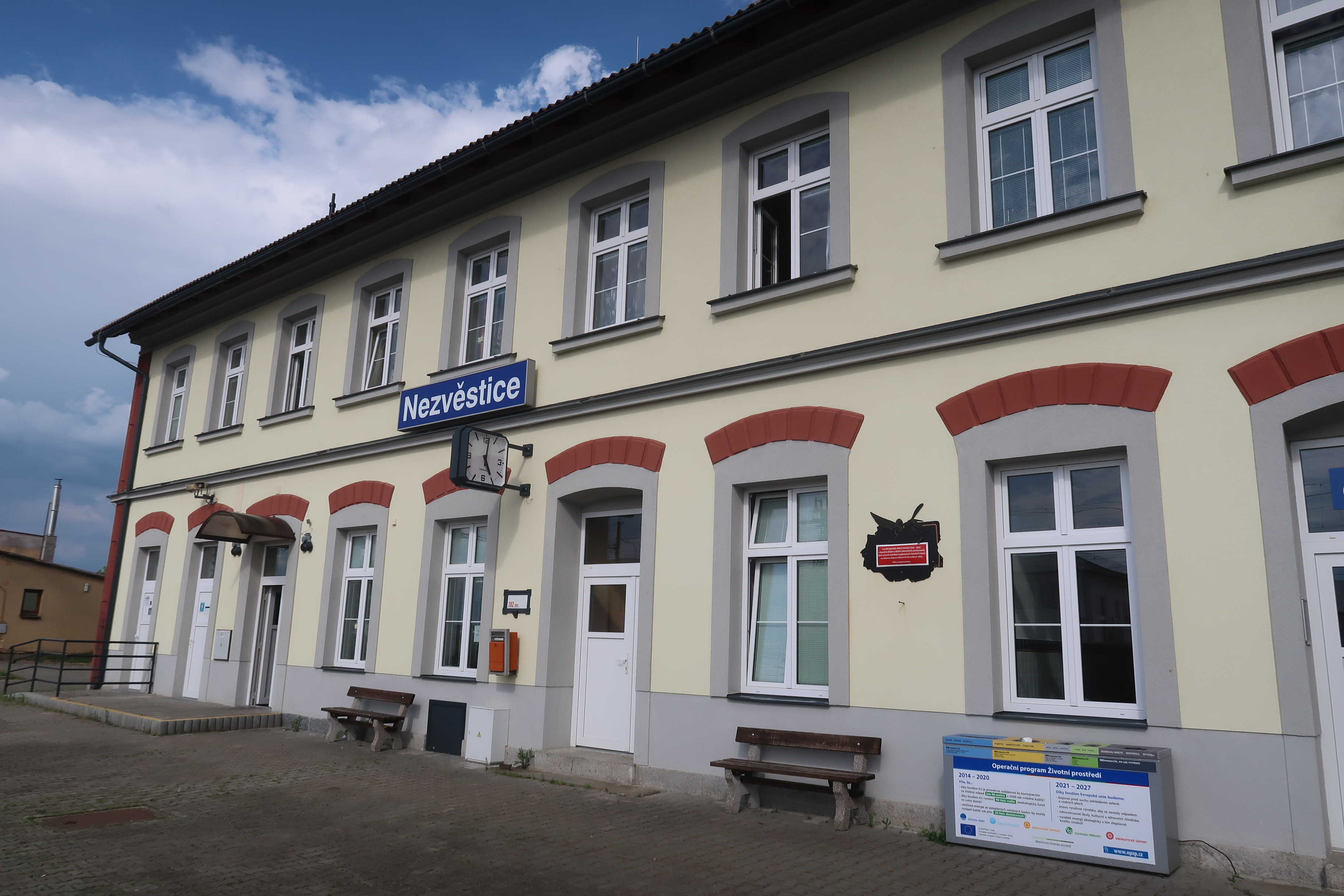
Nádraží